# Acanthopteroctetes unifascia
Acanthopteroctetes unifascia é uma espécie de mariposa da família Acanthopteroctetidae. Foi descrito por Davis em 1978. É encontrado em Montana.
A envergadura é de cerca de 11 mm para os machos. As asas anteriores são fuscas com um leve brilho acobreado e com três grandes manchas amareladas pálidas. As asas posteriores são ligeiramente mais pálidas e as escamas aqui são mais estreitas. Os adultos voam em julho, provavelmente em uma geração por ano.